# Oskulum

Typy budowy zewnętrznej gąbek:
A – askon, B – sykon i C - leukon.
Kolorem czerwonym zaznaczono choanocyty, a żółtym pinakocyty.
1 – spongocel, 2 – oskulum, 3 – kanał radialny, 4 – koszyczek, 5 – por, 6 – kanał doprowadzający

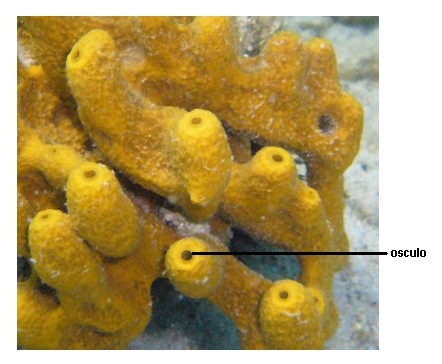
Oskulum

Oskulum (łac. osculum), otwór wypustowy – otwór wyrzutowy u gąbek znajdujący się na górnym biegunie ciała. Nie odpowiada on jednak pragębie. Biegunem pragęby gąbki przyrastają do podłoża (ta w konsekwencji zarasta). Oskulum powstaje wtórnie na biegunie przeciwległym do pragęby. Jego funkcją jest wyprowadzanie z wnętrza gąbek wody napływającej ostiami lub porami.